# Азербайджанська кухня

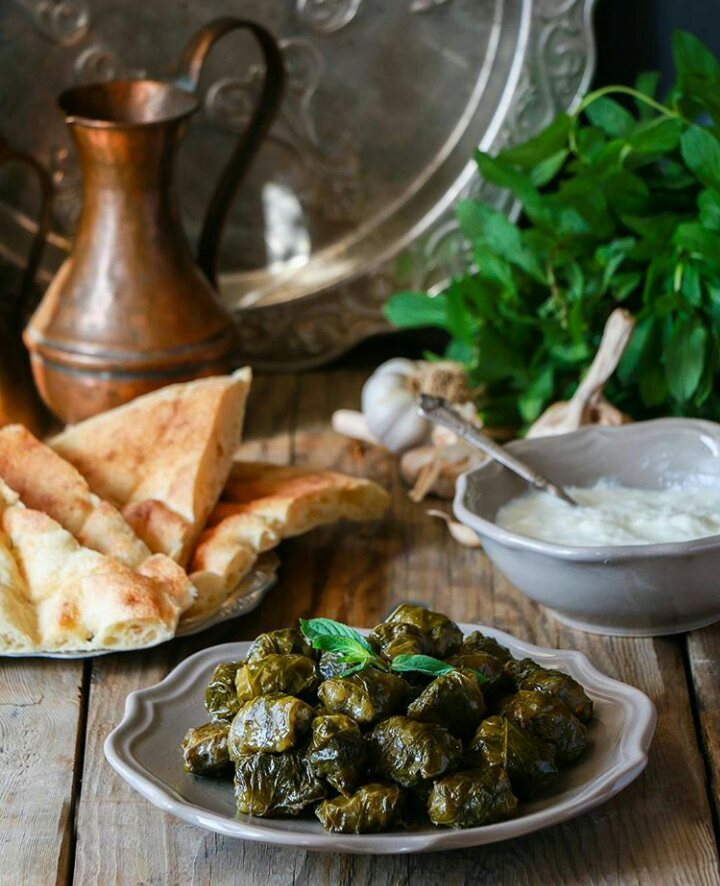
Азербайджанська долма

Азербайджанська кухня (азерб. Azərbaycan mətbəxi) — національна кухня азербайджанського народу, що є також кухнею народів Азербайджану. На думку відомого азербайджанського кулінара Таїра Амірасланова, азербайджанська кухня одна з найдавніших і різноманітних у світі. Основні компоненти кухні визначаються природними умовами країни: гірський і субтропічний клімат зумовили широке використання в азербайджанській кухні баранини, а також фруктів і овочів (переважно надземних). Широке застосування отримали зелень, спеції та приправи: кориця, гвоздика, петрушка, кріп, червоний і запашний перець, кмин, кінза, м'ята, шафран, сумах і т. д.

## Особливості азербайджанської кухні

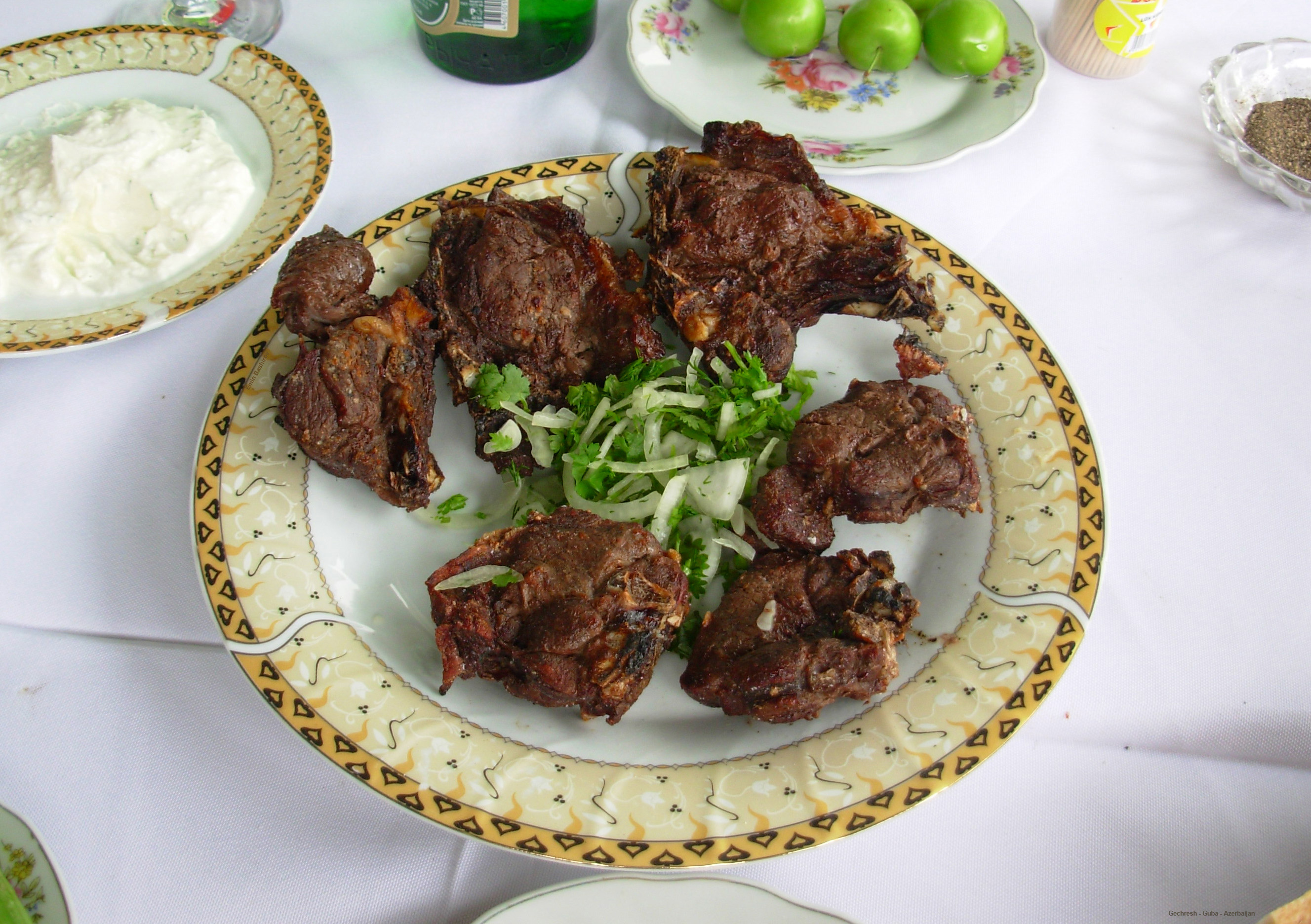
Кебаб з джейрана і даг-кечі

Широке поширення в азербайджанській кухні отримали шашлики і страви в тандирі. Є різні напої, солодощі. Відмітна особливість азербайджанської кухні — використання баранини для приготування різних страв. Набагато менше азербайджанці споживають яловичину, птицю, рибу. Інша особливість азербайджанської кулінарії — гострий смак і неповторний аромат, які надають стравам усілякі спеції і зелень: червоний і запашний перець, базилік, кориця, гвоздика, кріп, петрушка, кінза (коріандр), м'ята, кмин і багато інших.
Особливо варто зупинитися на шафрані та сумах. Перший з них є неодмінним компонентом для приготування численних пловів. Сумах, як правило, подається до різних м'ясних страв. Широко використовує азербайджанська кулінарія овочі (помідори, огірки, баклажани та інші), фрукти (яблука, груші, айву, апельсини, лимони), кісточкові (сливи, аличу, абрикоси, персики). Також є різні види долми з баклажанів, помідорів і перцю.
Деякі страви азербайджанської кухні готуються в спеціальному посуді. Наприклад, суп піті — в пітішницях, плови — в казанах, особливих казанах з потовщеним дном і спеціальними кришками, в яких містяться жар, для того, щоб плов «упрівав» рівномірно. Для приготування кебаба і люля-кебаба використовують різні шпажки, для перших страв — чашки каса, для тушкування м'яса — тас — невеликі каструльки та інше.

## Плов

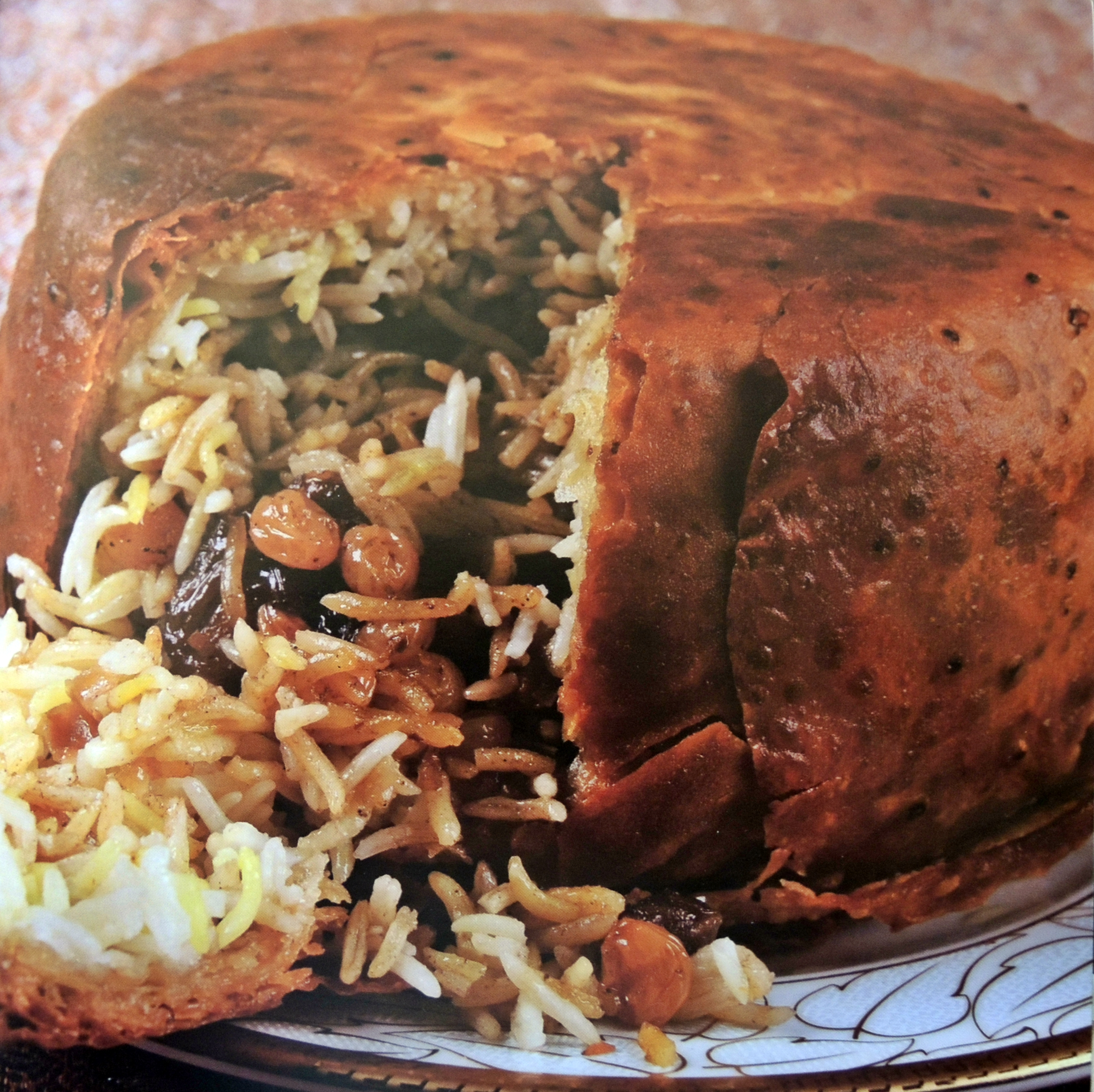
Шах-плов

Однією з найвідоміших страв азербайджанської кухні є плов. Існує кілька різновидів азербайджанського плову: каурма-плов (з бараниною), турші-каурма-плов (з бараниною і кислими фруктами), чий-дошамя-каурма-плов (з бараниною, гарбузом і каштанами), тоух-плов (з куркою, смаженої шматочками), тярчіло-плов (з куркою або фаршированим курчам), чігиртма-плов (з куркою, залитої збитим яйцем), фісінжан-плов (з дичиною, горіхами, кислими фруктами і корицею), шешрянч-плов (яєчний), сюдлу-плов (молочний) і ширін-плов (фруктовий солодкий). На відміну від інших кухонь, тут готують окремо рис і окремо основу плову (тару) — м'ясо, фрукти і т. д., — поєднуючи все це в одній страві тільки при подачі на стіл. Подача і їжа азербайджанських пловів мають свої традиції.

## Солодкі страви

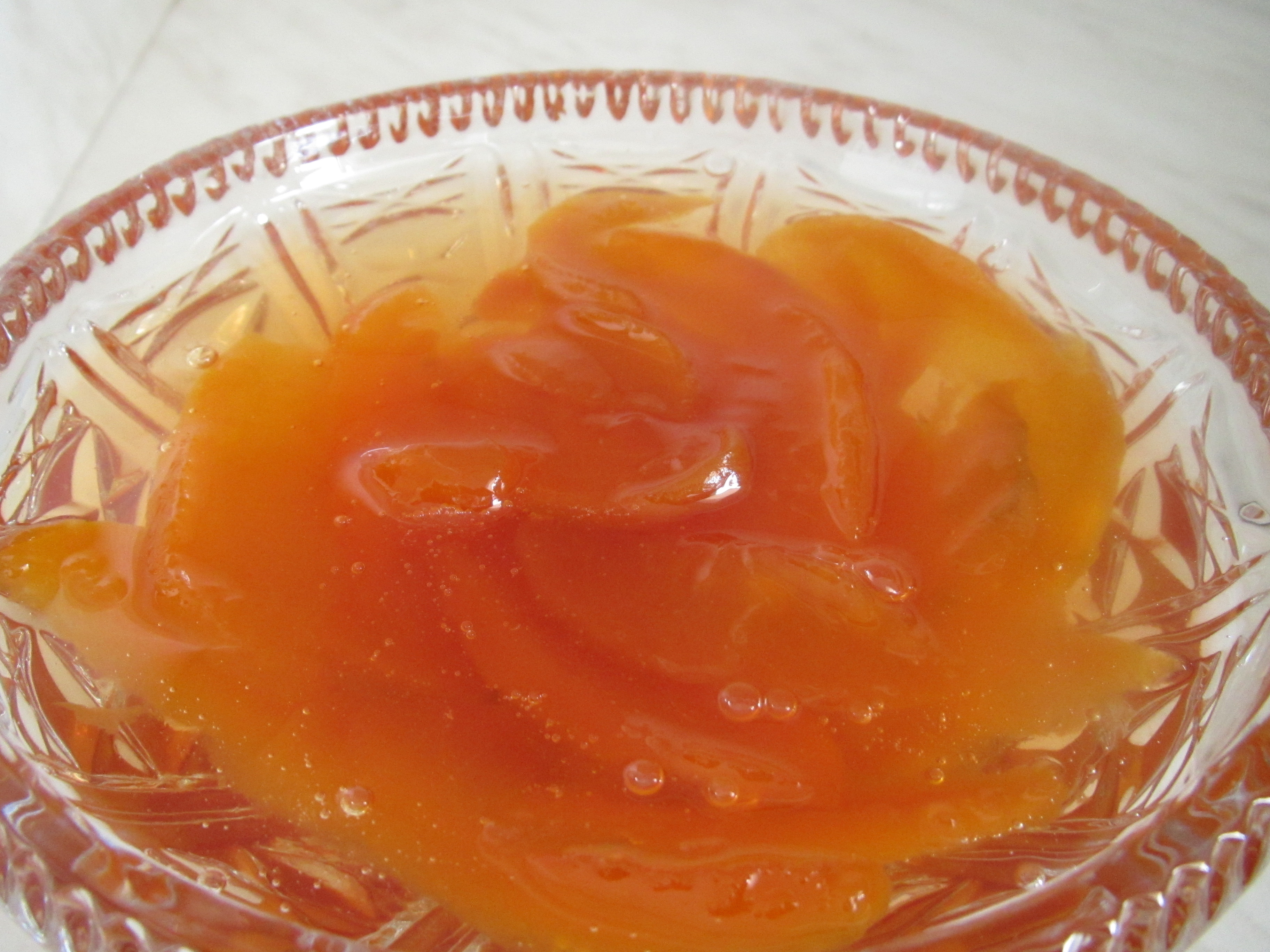
Персикове варення по-азербайджанськи

В кулінарії Азербайджану чимало своєрідних на смак солодощів, які поділяються на три підгрупи — борошняні, карамелеподібні і цукеркоподібні. У них міститься значна кількість добавок і прянощів: мак, горіхи, мигдаль, кунжут, імбир, кардамон, ванілін та інші. До борошняних виробів належать шекер-бура, пахлава, шекер-чурек, кураб'є бакинське, кята карабаська, мутакі шемахінські, пахлава нахічеванська. Національні борошняні вироби налічують понад 30 найменувань, причому в кожному районі є свої особливі вироби. Особливе місце займають шекінські солодощі. Це шекінські пахлава, пешвенк, тел (терхалва), гирмабадам, при виробництві яких використовується рисове борошно, цукор, ядра горіхів, вершкове масло, яєчні білки і прянощі.
У березні 2009 року кулінари Гянджі виготовили диво-пахлаву. Довжина цього кондитерського виробу, спеченого на честь свята Новруз, становить 12 метрів, а ширина — чотири. Вага солодощів — близько трьох тонн. Ці показники дозволили азербайджанській пахлаві встановити рекорд і потрапити в книгу рекордів СНД. Крім того, цей виріб з листкового тіста претендує на місце в Книзі рекордів Гіннеса.
Інше призначення мають шербети. На відміну від таджицьких і середньоазійських (тут вони перш за все солодощі, десерт), азербайджанські шербети являють собою прохолодні напої, а також відіграють роль пиття, котре супроводжує плови. Як основний компонент у них, крім фруктових та ягідних соків, використовуються також настої і дистиляти ароматичних частин рослин — насіння, бруньок і т. ін., а фруктова основа складається з соків кислих фруктів і ягід.

## Перелік страв

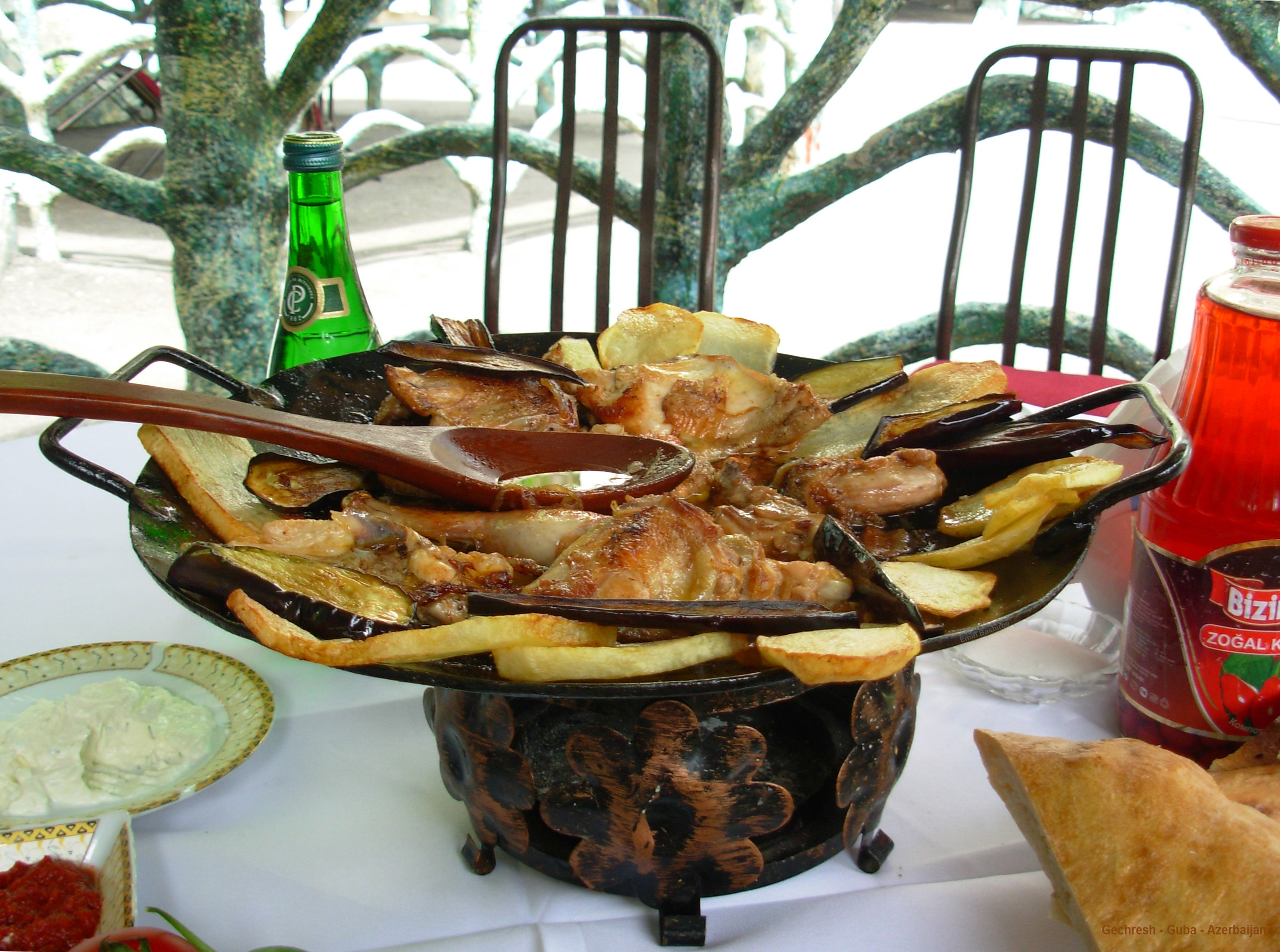
Садж (домашня птиця, картопля, баклажани та інші овочі, приготовані на плоскій сковороді над вугіллям, що горить)

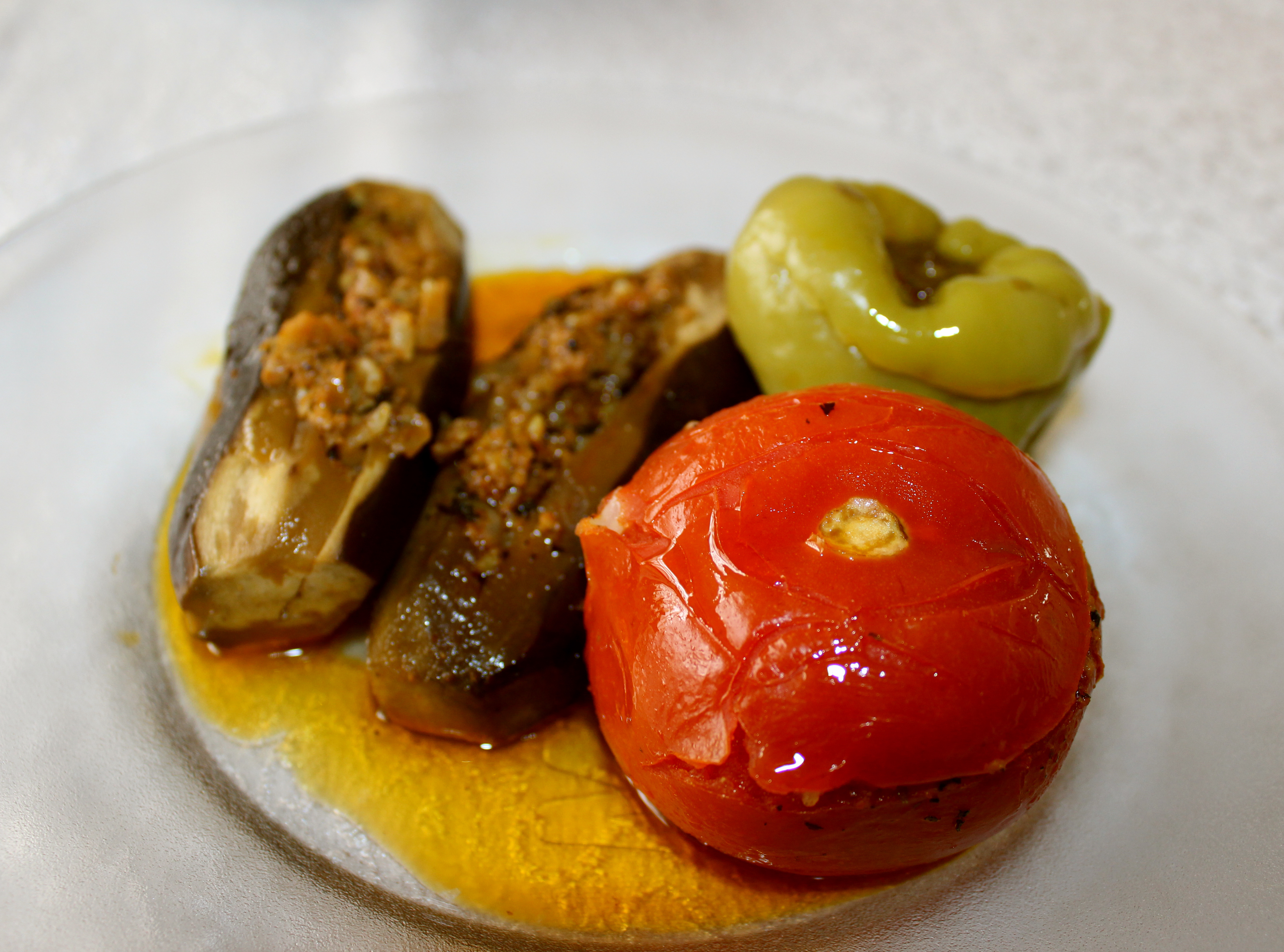
Азербайджанська долма, що складається з фаршированих помідорів, овочевого перцю і баклажанів

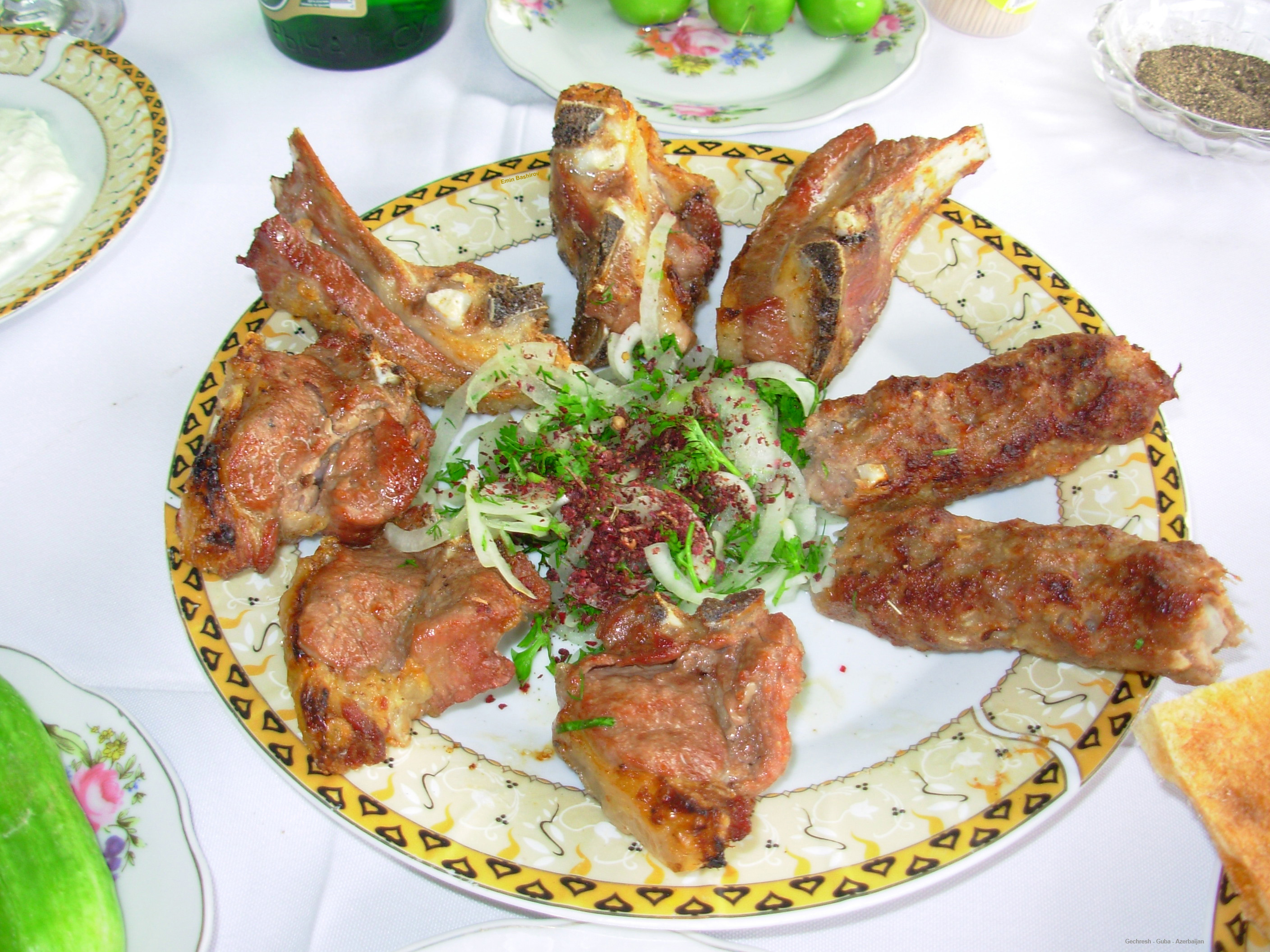
Тікя-кебаб і люля-кебаб з баранини

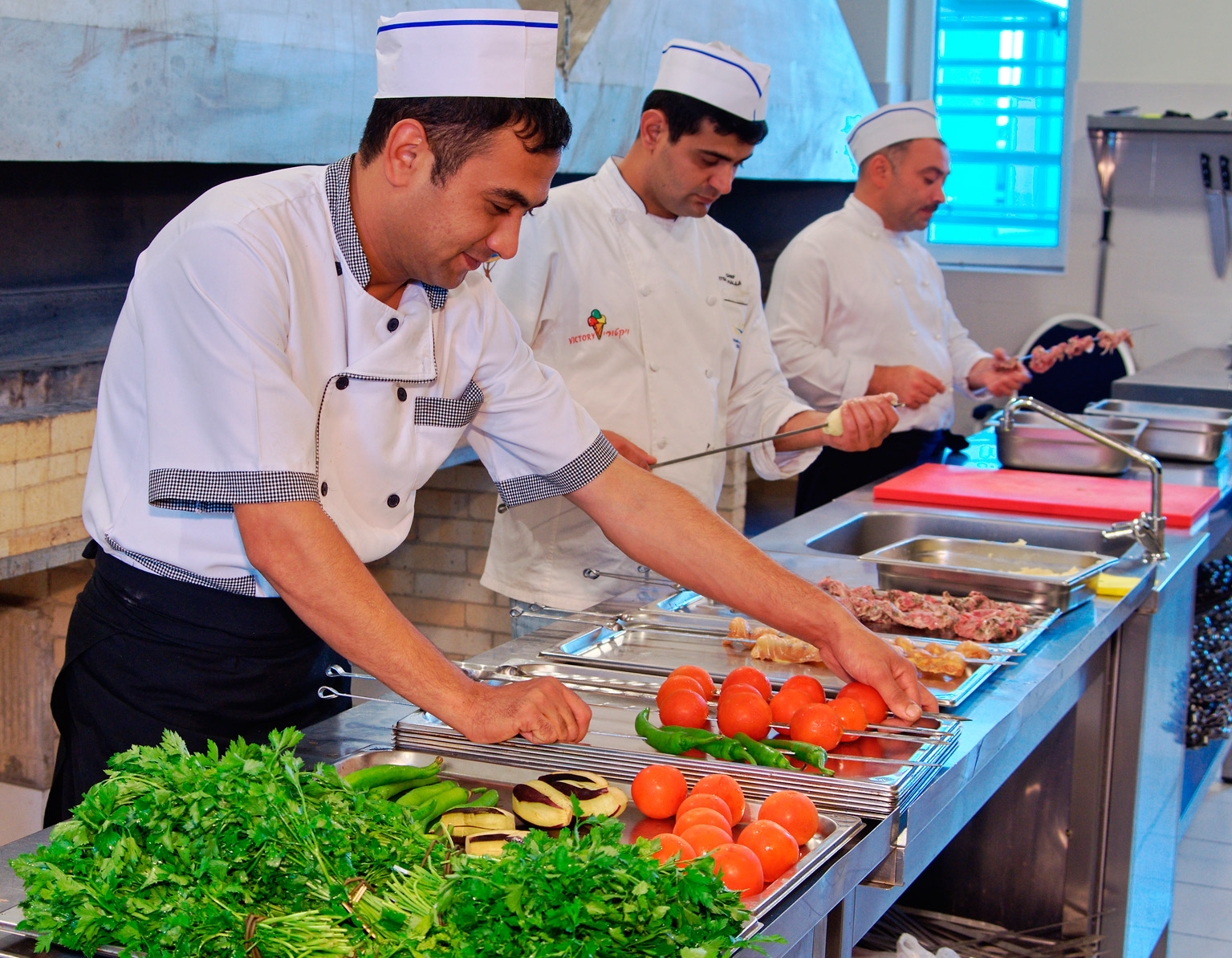
Приготування кябаба

### Холодна закуска
- Кюкю[5]
  - Кюкю із зелені
  - Кюкю з кутума
  - Кюкю з волоських горіхів
- Фісінджан з лобіо[6]
- Фісінджан з буряка[6]
- Хяфта-беджер[7]

### Супи і бульйони
- Аріште[8]
- Бозбаш
  - Коурма-бозбаш
  - Кюфта-бозбаш[2]
  - Парча-бозбаш[2]
- Довга[2] — суп з кислого молока з рисом
- Дограмадж — овочевий суп
- Дюшбара[9] — суп з дрібними пельменями (на столовій ложці вміщується від 8-10 пельменів)
- Калапир[10]
- Келле-пача
- Овдух[2]
- Піті[2] — суп з баранини, картоплі і баранячого гороху
- Соютма з яловичини[11]
- Соютма з баранини
- Сулу хінган[12]
- Тоюг шорбаси[13] — курячий суп з рисом і сухофруктами
- Туршу-коурма
- Туршу-сийиг
- Умач
- Хамраші[2] — суп з локшини
- Хаш — бульйон з передніх ніг яловичини

### Гарячі страви

#### Плов
- Гіймо-плов
- Лобіа-плов
- Мейве-плов
- Парча-дошеме
- Плов-чихиртма
- Сабзікоурма-плов
- Сюдлю-плов
- Тоюг-плов
- Фісінджан-плов
- Хашдошеме-плов
- Шешрянч-плов
- Ширін-плов
- Шуют-плов

#### Страви з м'яса
- Алича-коурма
- Боз коурма[14]
- Гизартма[15]
- Дана бастирмаси
- Джиз-биз — баранячі нутрощі, обсмажені з картоплею
- Долма
  - Долма з баклажана, помідора і перцю («Бадимджан долмаси»)
    - Долма з баклажана з рисом, горохом і м'ятою («Делі-долма»)

  - Долма з виноградного листя («Ярпаг долмаси»)
  - Долма з капустяного листя («Келем долмаси»)
  - Долма з липового листя («Піб долмаси»)
  - Долма з лука («Сога долмаси»)
  - Долма з фруктів: айви і яблука («Ейва долмаси» і «Алма долмаси»)
  - Долма огіркова («Хіяр долмаси»)
- Чихиртма
  - Гіймо-чихиртма
  - Тоюг чихиртмаси
  - Лобіа чихиртмаси
- Кебаб («Шашлик»)[2]
  - Джудже-кебаб
  - Картоф кебаби
  - Кебаб з овочів
  - Люля-кебаб[2]
  - Тіке-кебаб
- Кюфта — фаршировані тефтелі
  - Арзуман-кюфта — тефтелі з задньої ноги баранини, фаршированих крутим яйцем або маслом
  - Тава кюфтасі — яловичі тефтелі, обсмажені на сковороді
  - Тебрізской кюфта — тефтелі з баранини і яловичини, фаршировані рисом, картоплею, сирими яйцями, зеленню і горохом
  - Ордубадський кюфта[16]
- Нар коурма
- Сабзи коурма[2]
- Тава-кебаб[17]
- Тендір тойуг

#### Борошняні страви
- Гуймаг — солодка каша з обсмаженого пшеничного борошна
- Гюрза — пельмені подовженої форми
  - Гюрза класична[2]
  - Гюрза кругла
  - Гюрза по-нахічеванськи
- Кутаб — фаршировані коржі
  - Кутаб із зеленню
  - Кутаб з м'ясом[18]
  - Кутаб з тельбухами
  - Кутаб з гарбузом
- Халва
  - Умач-халва
- Хінгану
  - Гіймо-Хінган[2]
  - Гуру хінгал
  - Сулу хінгал
- Хашил — каша з пшеничного борошна з дошабом (сироп з увареного виноградного соку)
- Чуду — пиріжки з начинкою зі змішаних яловичини і баранини
- Фірн — каша з рисового борошна
- Яйма — прісна рисова каша

#### Вегетаріанські страви
- Чихиртма з баклажанів
- Чихиртма зі шпинату
- Яланчі-долма

### Солодкі страви і випічки

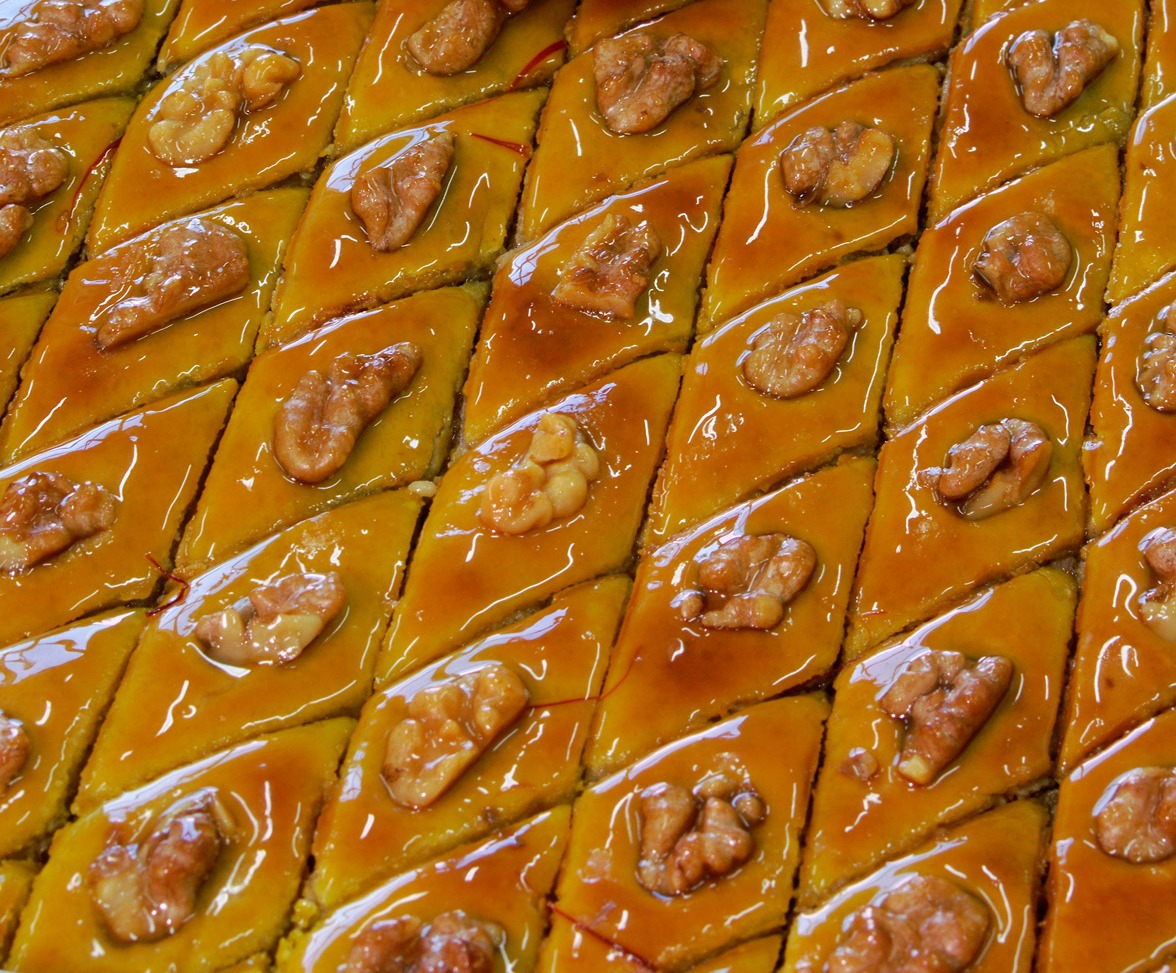
Азербайджанська пахлава

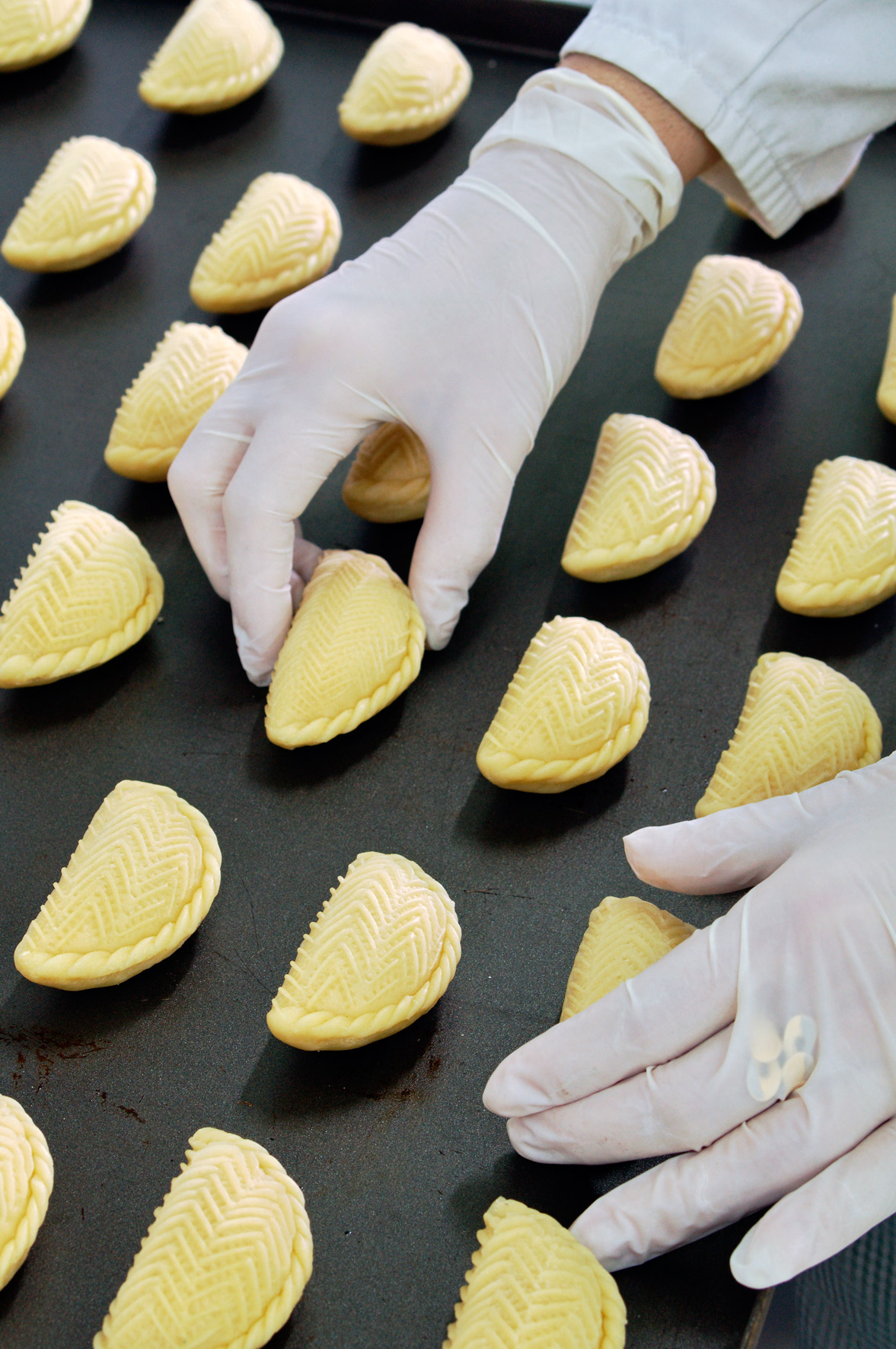
Випічка шекер-бури

- Бадамбурі
- Кета — хліб з солодкою борошняною начинкою
- Кураб'є — печиво з вершкового масла з повидлом
- Мутакі — рогалики з горіховою начинкою
- Азербайджанська пахлава
  - Бакинська пахлава
  - Шекинська пахлава
- Феселі
- Шекер-бура — солодкі пиріжки з горіховою начинкою
- Шакер-чурек
- Шор-когай — солона булка з листкового тіста з начинкою з прянощів

### Хлібні вироби
- Аппек
- Лаваш
- Тендир череї
- Фетір
- Юха